# Akademické mistrovství světa v judu 2006
18. Akademické mistrovství světa v judu proběhlo v hale sportovní hale (Suwon silnä čchejukkwan) v Suwonu, Jižní Korea v období 17. až 20. prosince 2006. Hlavním organizátorem mistrovství byla Mezinárodní federace univerzitního sportu (FISU).
Doposud poslední akademické mistrovství světa v judu zdůvodu zařazení juda do stálého programu letní univerziády.

## Program
- SO - 16.12.2006 - těžká váha (+100 kg, +78 kg) a polotěžká váha (−100 kg, −78 kg) a střední váha (−90 kg, −70 kg)
- NE - 17.12.2006 - polostřední váha (−81 kg, −63 kg) a lehká váha (−73 kg, −57 kg)
- PO - 18.12.2006 - pololehká váha (−66 kg, −52 kg) a superlehká váha (−60 kg, −48 kg) a kategorie bez rozdílu vah
- ÚT - 19.12.2006 - soutěž týmů

## Česká stopa
Výsledky českých reprezentantů v judu 2006
- -66 kg – Jiří Vaněk
- -73 kg – Tomáš Mužík
- -81 kg – Jiří Pokorný
- -100 kg – Tomáš Kobza

## Výsledky – váhové kategorie

### Muži
| Kategorie | Zlato                        | Stříbro                  | Bronz                       | Bronz                  |
| --------- | ---------------------------- | ------------------------ | --------------------------- | ---------------------- |
| -60 kg    | Dimitri Dragin (FRA)         | Liou Žen-wang (CHN)      | Jun Če-hjun (KOR)           | Cujoši Izumi (JPN)     |
| -66 kg    | Chašbátaryn Cagánbátar (MGL) | Miklós Ungvári (HUN)     | Osamu Enomoto (JPN)         | Pang Kwi-man (KOR)     |
| -73 kg    | Ákos Braun (HUN)             | Jasutaka Narita (JPN)    | Ahmed Ould-Saïd (FRA)       | Miguel Romero (ESP)    |
| -81 kg    | Ole Bischof (GER)            | Jesús Pardo (ESP)        | Alain Schmitt (FRA)         | Christoph Keller (SUI) |
| -90 kg    | Matthieu Dafreville (FRA)    | Krzysztof Węglarz (POL)  | Dominique Hischier (SUI)    | Björn Bachmann (GER)   |
| -100 kg   | Takamasa Anai (JPN)          | Thierry Fabre (FRA)      | Najdangín Tüvšinbajar (GEO) | Dániel Hadfi (HUN)     |
| +100 kg   | Barna Bor (HUN)              | Marius Paškevičius (LTU) | Frédéric Lecanu (FRA)       | Grzegorz Eitel (POL)   |

### Ženy
| Kategorie | Zlato                      | Stříbro                    | Bronz                     | Bronz                    |
| --------- | -------------------------- | -------------------------- | ------------------------- | ------------------------ |
| -48 kg    | Wu Šu-ken (CHN)            | Oiana Blancová (ESP)       | Éva Csernoviczká (HUN)    | Laëtitia Payetová (FRA)  |
| -52 kg    | Delphine Delsalleová (FRA) | Čchö Mi-čong (KOR)         | Tatjana Trivićová (SRB)   | Marina Jamagučiová (JPN) |
| -57 kg    | Ču Kuej-žung (CHN)         | Bernadett Baczkóová (HUN)  | Lila Latrousová (ALG)     | Mio Mjosenová (JPN)      |
| -63 kg    | Emmanuelle Payetová (FRA)  | Anna von Harnierová (GER)  | Hilde Drexlerová (AUT)    | Wang Čchin-fang (TPE)    |
| -70 kg    | Pak Ka-jon (KOR)           | Heide Wollertová (GER)     | Wang Chaj-sia (CHN)       | Leire Iglesiasová (ESP)  |
| -78 kg    | Čong Kjong-mi (KOR)        | Marylise Lévesqueová (CAN) | Čang Če-chuej (CHN)       | Sajaka Anaiová (JPN)     |
| +78 kg    | Małgorzata Górnicka (POL)  | Čchin Čchien (CHN)         | Maryna Prokofjevová (UKR) | Aja Išijamaová (JPN)     |

## Výsledky – ostatní disciplíny

### Bez rozdílu vah
|      | Zlato                 | Stříbro                  | Bronz                 | Bronz                  |
| ---- | --------------------- | ------------------------ | --------------------- | ---------------------- |
| muži | Hiroki Tačijama (JPN) | Björn Bachmann (GER)     | Frédéric Lecanu (FRA) | Dmitrij Stěrchov (RUS) |
| ženy | Čchin Čchien (CHN)    | Katrin Beinrothová (GER) | Šino Jamamotová (JPN) | Čong Či-won (KOR)      |

### Týmová soutěž
|      | Zlato   | Stříbro     | Bronz    | Bronz    |
| ---- | ------- | ----------- | -------- | -------- |
| muži | Francie | Japonsko    | Polsko   | Maďarsko |
| ženy | Německo | Jižní Korea | Japonsko | Čína     |